# Hiltenfingen
Hiltenfingen est une commune allemande de Bavière située dans l'arrondissement d'Augsbourg et le district de Souabe.

## Géographie

Situation de Hintelfingen dans l'arrondissement d'Augsbourg

Hintelfingen est située sur la rive droite de la Wertach, sous-affluent du Danube par la Lech, sur la bordure occidentale de la plaine de Lechfeld, à 3 km au sud-ouest de Schwabmünchen et à 30 km au sud d'Augsbourg.
La commune, qui se trouve à la limite avec l'arrondissement d'Unterallgäu, appartient à la communauté d'administration de Langerringen et elle est composée de trois quartiers (orsteil) : Hiltenfingen, Hintelfingen-Keller et Goldene Weide.
Communes limitrophes (en commençant par le nord et dans le sens des aiguilles d'une montre) : Schwabmünchen, Langerringen, Markt Wald et Eppishausen.

## Histoire
La première mention écrite du village date de 1180. En 1268, à la mort du dernier duc de Souabe, Conradin de Hohenstaufen, le village passe dans l'orbite du duché de Bavière. En 1280, il est donné en fief à la commanderie d'Aichach, faisant partie de l'Ordre Teutonique.
Ce n'est qu'en 1805 que Hintelfingen rejoint le royaume de Bavière. Le village est érigé en commune en 1818 et rejoint l'arrondissement de Schwabmünchen jusqu'à la disparition de ce dernier en 1972.

## Démographie
| 1840 | 1871 | 1900 | 1925 | 1939 | 1950  | 1961  | 1970  | 1987  |
| ---- | ---- | ---- | ---- | ---- | ----- | ----- | ----- | ----- |
| 712  | 782  | 814  | 945  | 773  | 1 194 | 1 004 | 1 108 | 1 235 |

| 2000  | 2005  | 2009  | - | - | - | - | - | - |
| ----- | ----- | ----- | - | - | - | - | - | - |
| 1 493 | 1 531 | 1 490 | - | - | - | - | - | - |